# Deeside
Deeside  (Galés: Glannau Dyfrdwy) es el nombre dado a una conurbación principalmente industrial en Flintshirecerca de la frontera con Inglaterra a orillas de una sección canalizada del río Dee que fluye desde la vecina ciudad de Chester hacía el estuario del Dee. En la courbación se incluye, Connah's Quay, Shotton, Queensferry, Aston, Garden City, Sealand, Broughton, Bretton, Hawarden, Ewloe, Mancot, Pentre,  Saltney y Sandycroft. La población es de aproximadamente 50.000 háb., de los cuales unos 16.526 viven en Connah's Quay.